# An-3 (航空機)
An-3
ロシア民間防衛問題・非常事態・自然災害復旧省所属のAn-3T（2007年6月撮影）
- 用途：汎用機
- 製造者：アントノフ
- 運用者：民間農業事業者
- 初飛行：1980年3月13日
- 生産数：25機
- 生産開始：1990年代–現在
- 運用開始：1990年代
- 運用状況：生産中
- ユニットコスト：1,500,000アメリカ合衆国ドル
- 原型機：An-2

アントノフ An-3はソビエト連邦とその後のウクライナおよびロシア連邦で開発された民間向け多目的・農業用航空機である。An-3はAn-2のエンジンをターボプロップ駆動に換装し、An-2の後継機または発展版となるよう開発された。ベーシックな輸送用(An-3T)の他、貨物・貨客用(An-3TK)、農業用(An-3SH)、森林火災消火用(An-3P)、傷病者輸送用がある。 本機種は未舗装の飛行場からでも乗客および貨物を輸送可能なように設計され、スキー式降着装置を装着することで35cmまでの雪に覆われた表面状態での運行が可能である。

## 原型機からの改良
原型機であるAn-2から改良の際にはピストンエンジンから3翅可逆ピッチ (タイプAV-17)プロペラおよびR-17ガバナーの搭載を特徴とする1375馬力TVD-20ターボプロップエンジンへの換装が実施された。さらに、機体にも以下のような変更が加えられた。まず、暖房および換気システムの他、先進的な電気設備および飛行・航法装置が設置された。さらに、中央制御された警報システム、新しい消火システム、そして農業分野への需要に対するため機外への広範囲な薬品分散装置も設置された。改良により機体の信頼性は向上したほか、貨物輸送能力が1.2倍に増加した。騒音や振動の低減などにより乗員への快適性を確かなものにした。上昇率は1.9倍に向上し、離陸及び着陸時のパフォーマンスは向上した。改良により、ガソリンに替わり他の航空機で一般的に使用されるケロシンおよび潤滑剤の使用が可能となった。また、離陸重量およびペイロードも向上し、改良により着陸時には長さ500メートルの滑走路の使用が可能となった。これらの改良はパリョート製造合同（ロシア連邦オムスク）およびアントノフASTC（ウクライナ・キエフ）にて実施されることになった。
早くとも1980年3月13日には初の試作機の飛行が行われたが、寄せられる関心の薄さから開発は停滞した。飛行試験は1991年までに完了されることはなかった。しかし、同機種は今日までのタービン駆動の複葉機としては数少ない事例の一つとなった。2000年8月31日、An-3Tは型式証明を受けた。同型式証明にはスキー式降着装置を搭載したものと農業用のものも付随された。

## 型式
1990年代後半、開発プロジェクトは、そのすべてがパリョート製造合同に継承されると再度活性化した。2000年に市場活動は本格したものの、販売数は限られたものになった。本機種には4つの型式があり、ベーシックな輸送用(An-3T)、乗客12人または貨物1,800 kgを輸送可能な貨物・貨客用(An-3TK)、農業用(An-3SH—"Selsko-Khosiajstwenni")、森林火災消火用(An-3P)である。
1970年代、もうひとつの農業用An-2の代替機開発計画としてM-15ベルフェゴルがあったがこれは失敗に終わった。
2007年より、パリョート製造合同は10機のロシア空挺軍An-2を An-3T-10標準型に更新し始めた。すべての要求数は約200機に上ると推定される。

## 仕様 (An-3T)
イェフィム・ゴードン著Antonov An-2より
- 乗員: 2名
- 有効積載量: 1,800kg
- 全長: 14 m
- 全幅: 18.176 m
- 高さ: 4.235 m

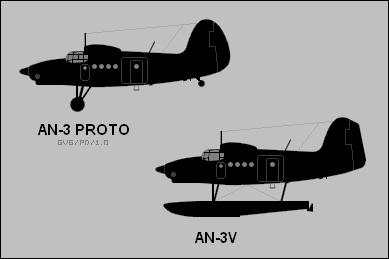
アントノフ An-3

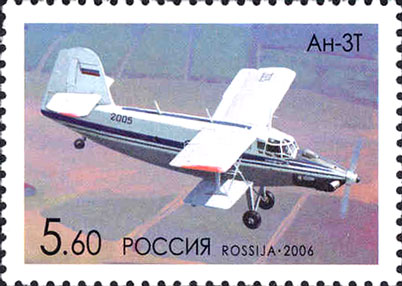
アントノフ An-3T

- 翼面積: 71.51 m2
- 最大離陸重量: 5,800 kg
- エンジン: グルシェンコフTVD-20-03ターボプロップエンジン (1,010 kW (1,350 馬力))×1
- 最高速度: 260 km/h
- 巡航速度: 220 km/h （高度2,000 m時）
- 航続距離: 550 km （貨物1,500 kg輸送時）
- 実用上昇限度: 4,400 m
- 上昇率: 5 m/s
- 翼面荷重: 81 kg/m2
- 重量出力比: 0.174 kW/kg